# Dotegiare
Dotegiare är en ort i kommunen San Felipe del Progreso i delstaten Mexiko i Mexiko. Samhället hade 1 165 invånare vid folkräkningen 2020.